# Gasplanet

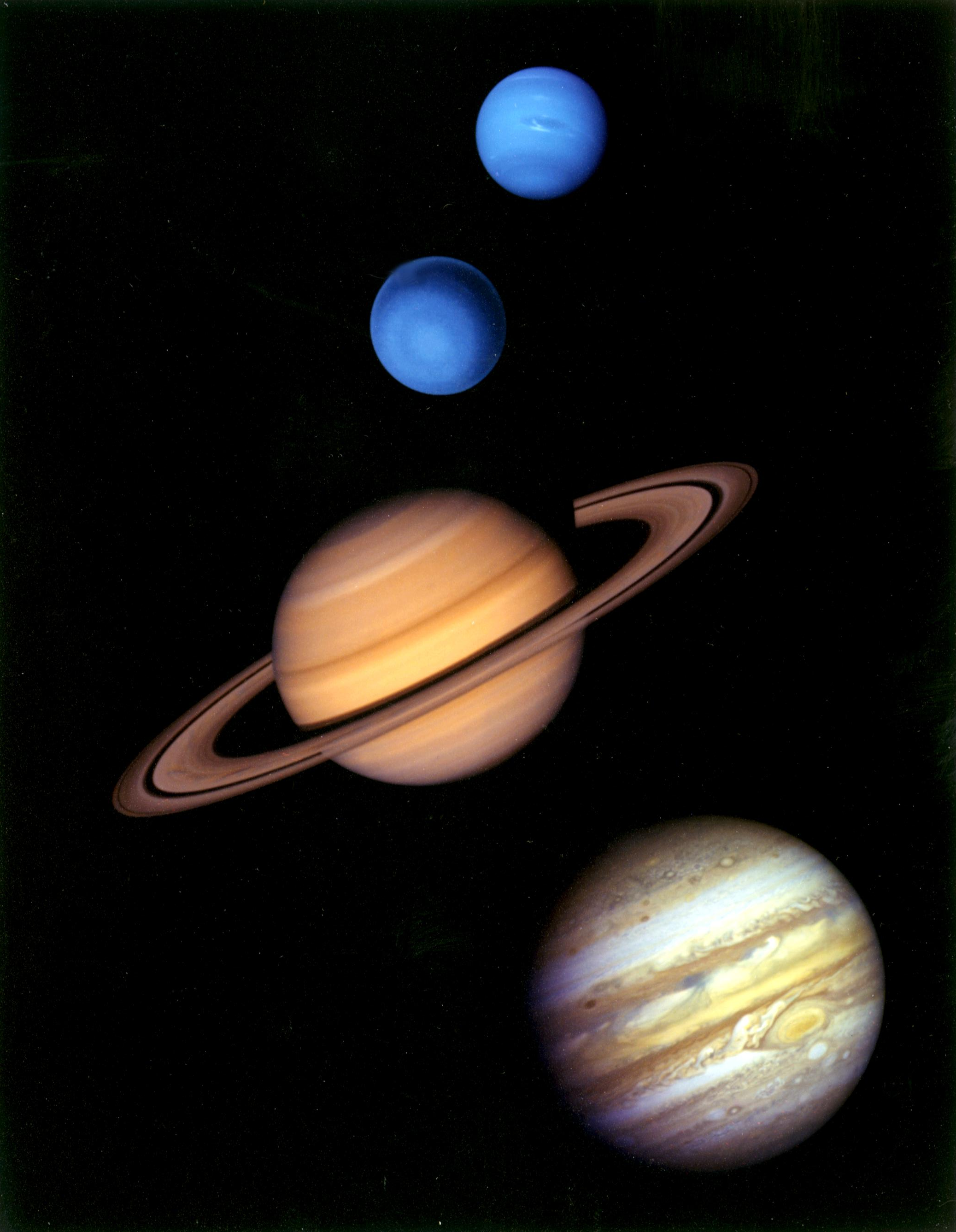
Die vier Riesenplaneten im Sonnensystem (von unten nach oben): Jupiter, Saturn (Gasplaneten), Uranus und Neptun (Eisplaneten)

Masseverteilung der Riesenplaneten untereinander

Ein Gasplanet oder Gasriese („planetarer Gasriese“) ist in der Astronomie ein Riesenplanet, der überwiegend aus leichten Gasen wie Wasserstoff und Helium besteht. Früher galten vier Planeten des Sonnensystems als Gasriesen: Jupiter, Saturn, Uranus und Neptun. Seit den 1990er Jahren wenden Astronomen zunehmend den Begriff Gasriese nur noch auf Jupiter und Saturn an und klassifizieren Uranus und Neptun, die eine andere Zusammensetzung haben, als Eisriesen.
Häufig werden Gasplaneten auch als jupiterähnliche oder – aus dem Lateinischen – als jovianische Planeten bezeichnet.

## Allgemeines
Gasplaneten haben keine feste Oberfläche. Der Großteil ihrer Masse besteht aus Mischungen leichter Gase, deren Dichte zum Inneren hin immer weiter ansteigt und die im Innern je nach Druck- und Temperaturverhältnissen auch in flüssigem oder festem Aggregatzustand vorliegen können, was jedoch nicht als „Oberfläche“ betrachtet wird. Andererseits können Gasplaneten einen festen Kern aus schweren Elementen haben; nach der Kern-Aggregations-Hypothese ist ein solcher für ihre Entstehung sogar notwendig.
Im Sonnensystem gibt es vier Riesenplaneten, als Gasriesen im engeren Sinne gelten dabei Jupiter und Saturn. Alle Riesenplaneten des Sonnensystems haben – im Unterschied zu den kleineren, terrestrischen Planeten aus Gestein und Metallen – ein mehr oder weniger ausgeprägtes Ringsystem und zahlreiche Satelliten.
Mangels einer festen Oberfläche wird als Bezugsfläche für die Größe eines Gasplaneten die Fläche herangezogen, in der der Gasdruck rechnerisch dem Luftdruck auf dem Meeresniveau der Erde entspricht, also 1 atm oder 1013 mbar. Die außerhalb dieser Bezugsfläche liegenden Gasmassen geringeren Drucks bilden dann definitionsgemäß die Atmosphäre des Gasriesen, ohne dass es eine erkennbare Grenzschicht zwischen Planetenkörper und Atmosphäre gäbe. Optisch zeigen sich bei einem Blick auf Jupiter oder Saturn ausnahmslos die obersten Wolkenstrukturen ihrer Atmosphären.

## Gürtel und Zonen
Alle vier Riesenplaneten unseres Sonnensystems rotieren relativ schnell. Dies verursacht Windstrukturen, die in Ost-West-Bänder oder -streifen aufbrechen. Diese Bänder sind bei Jupiter sehr auffällig, dezenter bei Neptun und Saturn, auf Uranus hingegen kaum nachweisbar.
Bei den in der jovianischen Atmosphäre sichtbaren Bändern handelt es sich um im Uhrzeigersinn drehende Ströme von Materie. Sie werden in Zonen und Gürtel aufgeteilt, die den Planeten parallel zum Äquator umkreisen:
- Die Zonen sind die helleren Bänder und befinden sich in der höheren Atmosphäre. Sie bilden Hochdruckgebiete mit inneren Aufwinden.
- Die Gürtel sind die dunkleren Bänder. Diese stellen Tiefdruckgebiete dar und befinden sich in der unteren Atmosphäre; in ihrem Inneren herrschen Abwinde.

Diese Strukturen sind grob mit Hoch- und Tiefdruckzellen in der irdischen Atmosphäre vergleichbar, wobei sie sich doch erheblich von diesen unterscheiden. Im Gegensatz zu kleinen lokalen Zellen von Druckgebieten umspannen die Bänder entlang der Breitengrade (latitudinal) den ganzen Planeten. Dies scheint an der schnellen Rotation, die wesentlich höher als die der Erde ist, und der darunterliegenden Symmetrie des Planeten zu liegen: Es gibt schließlich keine Landmassen oder Gebirge, welche die schnellen Winde bremsen könnten.
Es gibt aber auch kleinere, lokale Strukturen, etwa Flecken von unterschiedlicher Größe und Färbung. Das auffälligste Merkmal Jupiters ist der Große Rote Fleck, der seit mindestens 300 Jahren existiert. Diese Strukturen stellen gewaltige Stürme dar. Bei einigen dieser Flecken treten Gewitter auf: Astronomen haben bei etlichen dieser „Spots“ Blitze beobachtet.

## Aufbau

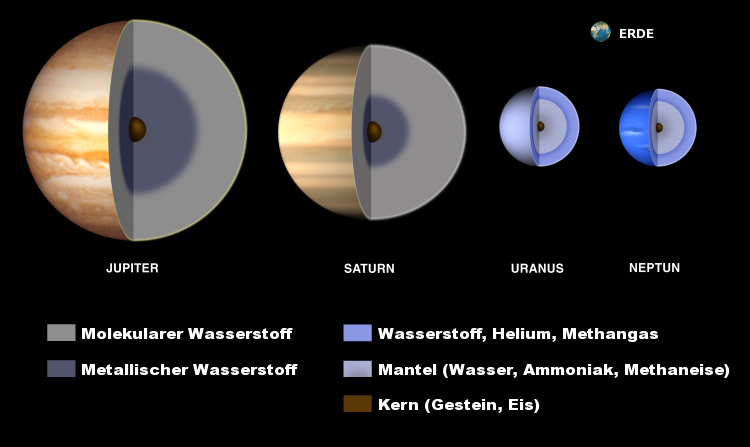
Schematischer Aufbau von Jupiter, Saturn, Uranus und Neptun (v. l. n. r.) im Größenvergleich mit der Erde (oben).

Im Sonnensystem haben die planetaren Gasriesen Jupiter und Saturn eine dicke Atmosphäre, die hauptsächlich aus Wasserstoff und Helium besteht, aber auch Spuren anderer Stoffe wie Ammoniak enthält. Der Großteil des Wasserstoffes ist jedoch in flüssiger Form vorhanden, der auch die Hauptmasse dieser Planeten ausmacht. Die tieferen Schichten des flüssigen Wasserstoffes stehen oft unter so starkem Druck, dass dieser metallische Eigenschaften bekommt. Metallischer Wasserstoff ist nur unter solch extremem Druck stabil. Berechnungen legen nahe, dass felsiges Material vom Kern im metallischen Wasserstoff gelöst ist und daher bei größeren Gasplaneten auch der Kern keine feste Oberfläche besitzt.
Die Eisriesen im Sonnensystem, Uranus und Neptun, bestehen nur zu einem vergleichsweise kleinen Anteil aus Wasserstoff und Helium, zum Großteil aber aus Wasser (Eis), Ammoniak und Methan.

## Entstehungsmodelle
Als Erklärung der Entstehung von Gasplaneten konkurrieren zwei Modelle mit unterschiedlichem Ansatz:
- Nach dem Modell der Kern-Aggregations-Hypothese bilden sich in der um den jungen Zentralstern rotierenden protoplanetaren Scheibe aus Gas und Staub durch Kollisionen von Planetesimalen zuerst Verdichtungen aus den festen, also felsigen und metallischen Bestandteilen, aus denen dann die Kerne der Riesenplaneten entstehen. Diese ziehen erst ab ihrer Herausbildung das umgebende Gas an.
- Nach dem anderen Modell, der Scheiben-Instabilitäts-Hypothese, bilden sich in der Akkretionsscheibe lokale Instabilitäten, deren Gas und Staub von einer bestimmten Massekonzentration an unter der eigenen Anziehungskraft kollabieren. In diesem Prozess sinken die festen und somit schwereren Bestandteile der sich weiter verdichtenden Wolkenstruktur in deren Zentrum und bilden den Kern des entstehenden Gasplaneten.

Im Modell der Scheibeninstabilität entstehen verhältnismäßig kleinere Planetenkerne als im Fall der Kernaggregation, die bei den Beispielen von Jupiter und Saturn deutlich weniger als zehn Erdmassen aufweisen.

## Exoplaneten und Zwergsterne
Auch viele der Exoplaneten, die in den letzten Jahren bei anderen Sternen entdeckt wurden, scheinen Gasriesen zu sein. Allerdings unterscheiden sich diese Exoplaneten häufig von den Gasriesen in unserem Sonnensystem.
Oberhalb von etwa der 13-fachen Masse des Jupiters, was 1,2 % der Sonnenmasse entspricht, setzen wegen der großen Hitze und des enormen Drucks im Inneren bereits erste Kernfusionsprozesse ein. Dies sind im Wesentlichen
- die Deuteriumfusion, bei der ab 13 Jupitermassen ein Deuteriumkern und ein Proton zu Helium-3 verschmelzen, sowie
- die Lithiumfusion, bei der ab etwa 65 Jupitermassen bzw. Kerntemperaturen über zwei Millionen Kelvin ein Lithium-7 mit einem Proton reagiert.

Himmelskörper über 13 Jupitermassen (MJ) sind jedoch noch keine Sterne, sondern so genannte Braune Zwerge. In ihnen findet noch keine Wasserstoff-Helium-Fusion statt, die erst ab etwa 75 Jupitermassen einsetzt und die Hauptenergiequelle eines normalen Sterns ist. Nach der neueren Definition für Braune Zwerge durch Fusionsprozesse beträgt die Obergrenze für einen Planeten also 13 Jupitermassen. Hat ein Gasriese eine Masse über 13 MJ, beginnt die Gaskugel – im Gegensatz zu einem Planeten – Fusionsenergie freizusetzen und wird bis etwa 70 MJ (7 % der Sonnenmasse) als Brauner Zwerg bezeichnet, kann den Kontraktionsprozess aber, anders als ein Stern, durch diese Energie noch nicht stabilisieren. Erst noch massereichere Himmelskörper sind tatsächlich Sterne.
Es gibt auch „vagabundierende Planeten“ bzw. Objekte planetarer Masse, die keinem Sternensystem angehören, unter der Masse von Braunen Zwergen liegen und damit Gasplaneten ähneln. Ein ähnliches Phänomen sind die Sub-Brown Dwarfs, wobei der Unterschied vor allem in der Temperatur und möglicherweise der Entstehungsgeschichte begründet werden könnte.